# シュア (音響機器メーカー)

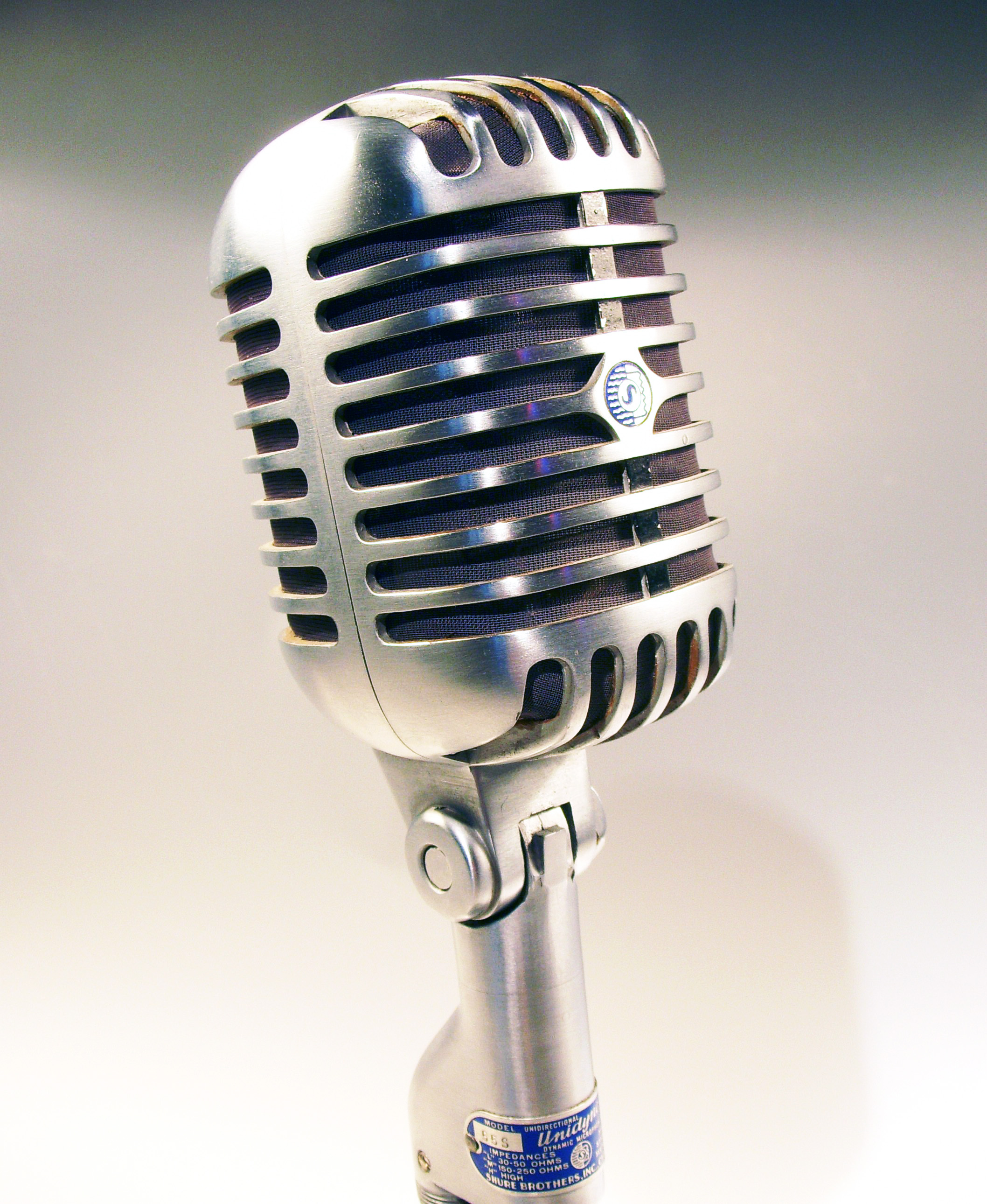
SHURE 55s ダイナミック型マイクロフォン

シュア（Shure Inc.）はアメリカ合衆国のオーディオ製品メーカー。1925年にシドニー・N・シュアがラジオパーツキットの納品業者としてイリノイ州シカゴに設立したのが始まり。その後、マイク、ワイヤレスマイクシステム、蓄音機カートリッジ、ディスカッションシステム、ミキサー、デジタル信号処理などの民生用および業務用オーディオエレクトロニクスメーカーとなった。また、ヘッドフォン、高級イヤホン、パーソナルモニターシステムなどのリスニング製品も製造している。誰でも情報を簡単に共有できるSNS時代を迎え、スマートフォン用の外付けステレオマイクも発売している。

## 概要
1925年4月25日、シドニー・N・シュア（Sidney N. Shure）がThe Shure Radio Companyという、ラジオ無線機器の組み立てキットおよび完成品を製造販売する個人企業をイリノイ州のシカゴで創業した。1929年の大恐慌の後、一変した市場のニーズを踏まえ、マイクロホンを扱うようになる。
1939年に業界初の単一指向性マイクロホンであるモデル55を発売。アメリカ大統領の演説の場で用いられるなど、幅広く受け入れられた。1965年には現在に至るまで同社の代表的な製品の一つであるSM57を発売。SM58と共にライブ・パフォーマンスやスタジオ・レコーディングで使用される業界のデファクト・スタンダードとなった。
2000年代中盤以降、日本の放送局のインタビューや記者会見用にSM63が多用され、特に記者会見ではSM63が数本並ぶ光景が良く見られる。
また、ミュージシャンのステージモニター用に開発されたイヤホンであるEシリーズは、2000年代におけるiPodなどのデジタルオーディオプレーヤーの爆発的普及にともない、一般顧客層にも高音質イヤホンの代表的な製品として受け入れられた。
2007年にはよりコンシューマー向けを意識したSEシリーズを発表。さらに2009年にはSRHヘッドホンシリーズで、コンシューマー向けヘッドホン市場にも参入している。
SNSとスマートフォンの普及によるコンテンツクリエイターやモバイルジャーナリズムの台頭を受けて、2016年にスマートフォン用のステレオマイクであるMV88を発売し、2019年に改良型のマイクと撮影補助器具をセットにしたMV88+ VIDEO KITを発売した。ミッドサイド方式の配置のマイクのため定位の狂いが殆どなく、中央の音を確実に拾いつつステレオ幅を調節することができる。

## 主な製品

### マイク

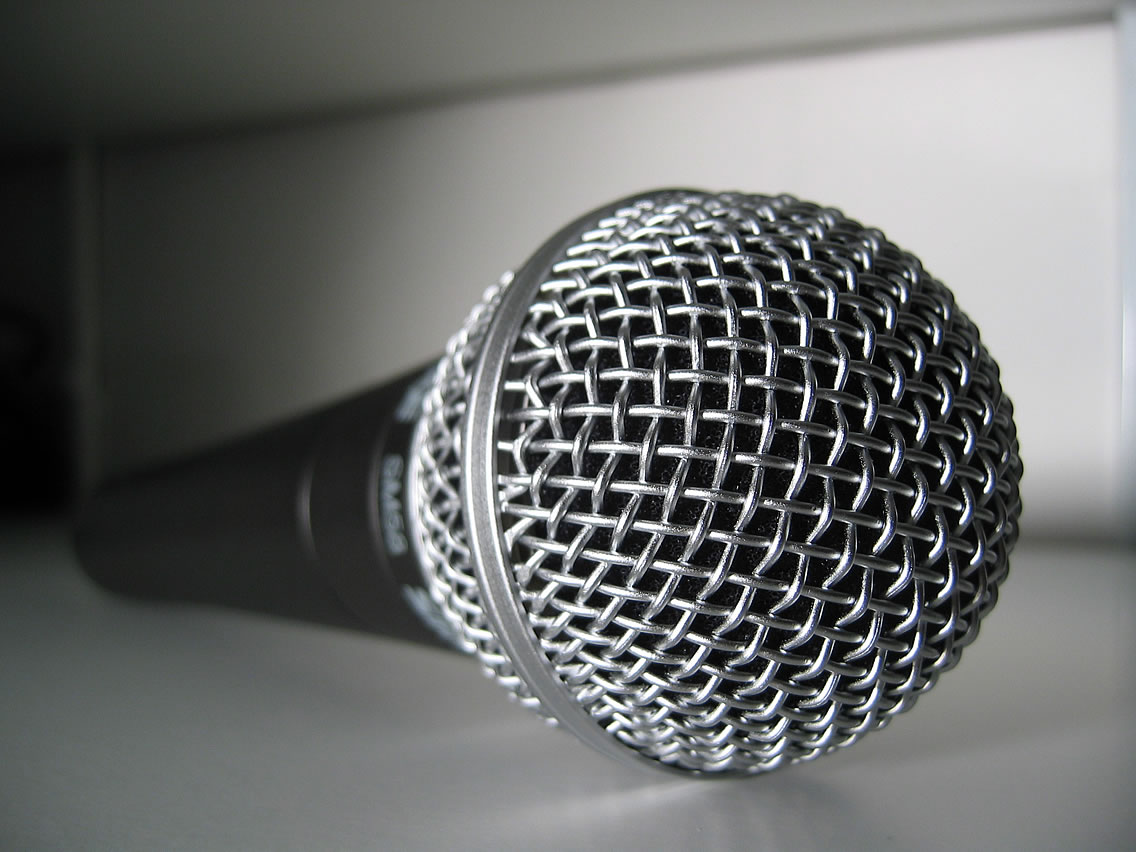
SHURE SM58 ダイナミック型マイクロフォン

- BETA 52A
- BETA 58A
- BETA 87A
- BETA 87C
- KSM8
- KSM9
- KSM32
- KSM44A
- KSM137
- KSM141
- MX150
- MX153
- SM7B
- SM12A-CN
- SM57
- SM58
- SM48
- SM63
- SM81
- SM87A
- SM86
- PG58
- PGA48
- PGA58
- WH30XLR
- MV88
- MV88+ VIDEO KIT

### イヤホン

#### E Series

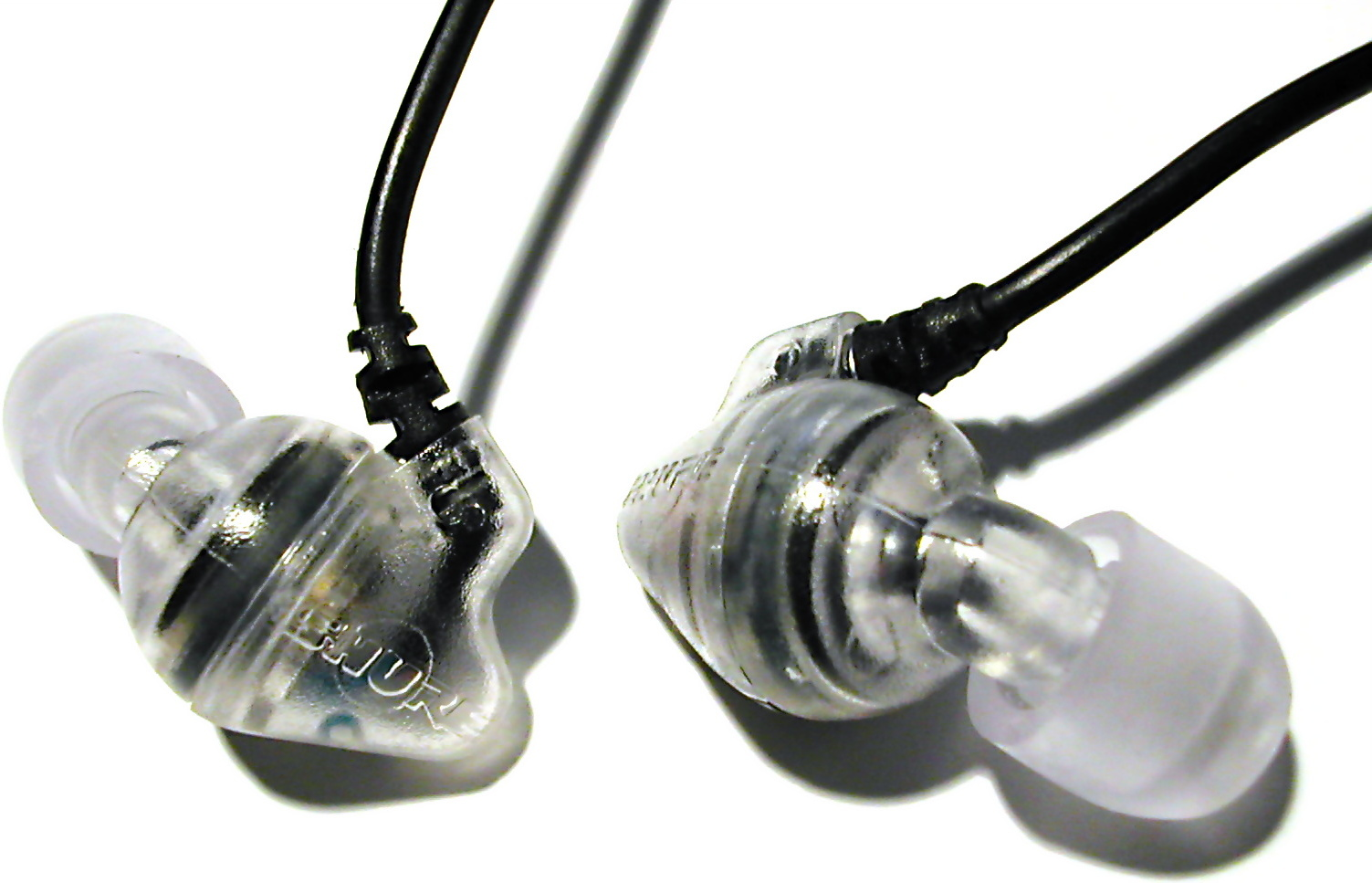
SHURE E2c イヤホン

- E1
- E2
- E2c
- E2g
- E3
- E3c
- E3g
- E4
- E4c
- E4g
- E5
- E5c

#### I Series
- i2c
- i3c
- i4c

#### SCL Series
- SCL2
- SCL3
- SCL4
- SCL5

#### SE Series
- SE102
- SE110
- SE112⋆
- SE115
- SE210
- SE215⋆
- SE215SPE⋆
- SE310
- SE315
- SE420
- SE425⋆
- SE530
- SE535⋆
- SE535LTD⋆
- SE846⋆
- KSE1200⋆
- KSE1500⋆

#### AONIC Series
- AONIC 3⋆
- AONIC 4⋆
- AONIC 5⋆

⋆は現行モデル

### ヘッドフォン

#### SRH Series
- SRH240
- SRH440 (現行モデルはSRH440A)
- SRH550DJ
- SRH750DJ
- SRH840 (現行モデルはSRH840A)
- SRH940
- SRH1440
- SRH1540
- SRH1840

#### AONIC Series
- AONIC 50